# Международное чемпионство мира WCW в тяжёлом весе
Международное чемпионство мира WCW в тяжёлом весе (англ. WCW International World Heavyweight Championship) — это мировой титул в тяжёлом весе в рестлинге, который использовался в World Championship Wrestling (WCW) в 1993—1994 годах. Хотя титул принадлежал и контролировался WCW, он был представлен как высшая награда WCW International, фиктивной дочерней компании. Титул разыгрывался на мероприятиях WCW и на нескольких мероприятиях в Японии под эгидой New Japan Pro-Wrestling (NJPW).
Последний раз титул переходил из рук в руки на шоу Clash of the Champions XXVII в 1994 году. В этом сюжете Стинг встретился с Флэром, который в то время был чемпионом мира WCW в тяжёлом весе, в матче за объединение титулов. Флэр выиграл матч, объединив оба титула и положив конец существованию международного чемпионата мира WCW в тяжёлом весе.

## Большой золотой пояс

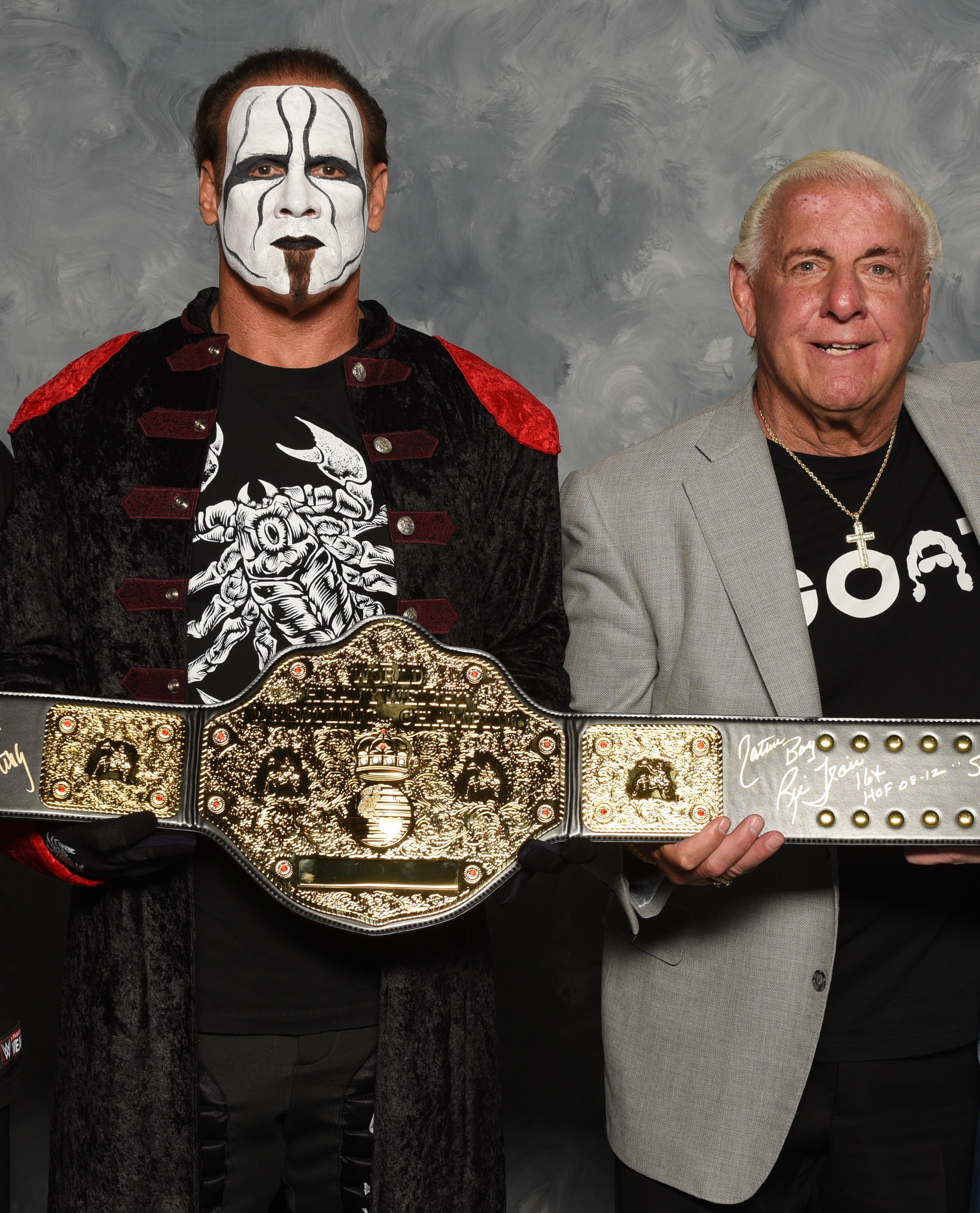
Стинг и Рик Флэр с копией «Большого золотого пояса». Они единственные, кто владел всеми тремя титулами, которые этот пояс представлял в WCW

Представленный историческим «Большим золотым поясом». «Большой золотой пояс» разработан в 1985 году серебряных дел мастером Чарльзом Крамрином из Рино, Невада, который специализировался на пряжках для ремней в стиле родео. В 1985 году Джим Крокетт-младший из Jim Crockett Promotions заказал этот пояс для чемпиона мира в тяжелом весе NWA Рика Флэра. Пояс состоял из трех больших золотых пластин с характерной именной табличкой, на которой было выгравировано имя чемпиона. Хотя это был не первый чемпионский пояс в рестлинге с именной пластиной, он популяризировал эту концепцию. Оригинальный дизайн чемпионского пояса был известен тем, что не имел маркировки, поскольку на нем было написано только «Чемпион мира по рестлингу в тяжелом весе» и не было инициалов или торговой марки промоушена. В 2003 году компания World Wrestling Entertainment (WWE) добавила свой логотип к дизайну в целях защиты авторских прав.

## История титула
| № | Чемпион     | Дата             | Шоу                          | Место                          | Чемпионство | Дней | Комментарии | Прим.             |
| - | ----------- | ---------------- | ---------------------------- | ------------------------------ | ----------- | ---- | --- | ----------------- |
| 1 | Рик Флэр    | 18 июля 1993     | Beach Blast                  | Билокси, Миссисипи             | 1           | 63   | Флэр победил Барри Уиндема за титул чемпиона мира NWA в тяжелом весе. NWA отзывает признание 15 сентября 1993 года, когда WCW выходит из состава NWA. Флэр продолжал признаваться WCW как «Чемпион мира в тяжелом весе». WWE не признает это чемпионство как отдельное, и оно включено как одно из восьми чемпионств Флэра в NWA, признанных WWE. | [ 1 ] [ 2 ] [ 3 ] |
| 2 | Рик Руд     | 19 сентября 1993 | Fall Brawl                   | Хьюстон, Техас                 | 1           | 178  | Руд был признан международный чемпионом мира WCW в тяжёлом весе после выхода WCW из NWA. | [ 4 ]             |
| 3 | Хироси Хасэ | 16 марта 1994    | Домашнее шоу                 | Токио, Япония                  | 1           | 8    | | [ 5 ]             |
| 4 | Рик Руд     | 24 марта 1994    | Домашнее шоу                 | Киото, Япония                  | 2           | 24   | | [ 6 ]             |
| 5 | Стинг       | 17 апреля 1994   | Spring Stampede              | Роузмонт, Иллинойс             | 1           | 14   | | [ 7 ]             |
| — | Рик Руд     | 1 мая 1994       | Wrestling Dontaku            | Фукуока, Япония                | 3           | 21   | Позже победа Руда была отменена из-за использования пояса в качестве оружия. Однако Руд защитил титул 21 апреля 1994 года на шоу WCW Saturday Night, которое было показано с задержкой на пленке 14 мая 1994 года. | [ 8 ] [ 9 ]       |
| — | Вакантный   | 22 мая 1994      | Slamboree                    | Филадельфия, Пенсильвания      | —           | —    | Стинг был уведомлен о пересмотре решения на Slamboree, но отказался от титула, оставив его вакантным. |                   |
| 6 | Стинг       | 22 мая 1994      | Slamboree                    | Филадельфия, Пенсильвания      | 2           | 32   | Позже той же ночью Стинг победил Биг Ван Вейдера за вакантный титул чемпиона. | [ 10 ]            |
| 7 | Рик Флэр    | 23 июня 1994     | Clash of the Champions XXVII | Норт-Чарльстон, Южная Каролина | 2           | <1   | | [ 11 ]            |
| — | Объединён   | 23 июня 1994     | —                            | —                              | —           | —    | Объединён с титулом чемпиона мира WCW в тяжёлом весе. |                   |